# Nam Woo-hyun
Dans ce nom coréen, le nom de famille, Nam, précède le nom personnel.
Nam Woo-hyun (coréen: 남우현; hanja: 南優賢; né le 8 février 1991), communément appelé Woohyun, est un chanteur, compositeur et acteur sud-coréen. Il est membre du boys band Infinite formé par Woollim Entertainment.

## Biographie
Nam Woo Hyun est né et a grandi à Séoul en Corée du Sud. Il est actuellement spécialisé en Applied Music (musique appliquée) à Dong-ah Institute of Media and Arts. Il a un frère plus âgé, Nam Boo Hyun. Il est le propriétaire d'un restaurant barbecue populaire, 먹&삼 생고기집, situé à Suyu, Séoul.
Lors d'une interview pour 10asia, Woohyun a révélé qu'il aurait voulu devenir joueur de football. Cependant, il ne put pas poursuivre ce rêve et réalisera le rêve de devenir chanteur lorsqu'il était à la haute école et passa les auditions de Woollim Entertainment pour poursuivre sa carrière dans la musique comme chanteur solo. Il a passé l'audition en interprétant le titre Lately de Stevie Wonder et a été pris pour devenir trainee (stagiaire). Il a admis être un peu déçu, mais il a travaillé dur pour pratiquer à la place de la danse.
Bien connu pour son fan service, Woohyun a dépensé 3 millions de wons en anneaux d'argent et en fleurs pour ses fans durant le INFINITE's 2013 world tour, One Great Step.

## Carrière musicale
Woohyun fait ses débuts en 2010 comme chanteur principal du boys band Infinite. Il fait sa première apparition en tant que membre du groupe lors de la sortie de "Come Back Again" pour le mini-album First Invasion.

## Carrière d'acteur

### Comédie musicale
Woohyun faut ses débuts d'acteur dans une comédie musicale, avec un autre membre de son groupe Sung Gyu, dans la comédie musicale "Gwanghwamun Sonata", jouant le rôle de Ji-yong, le fils de l'actrice principale, Yeo-joo, de 3 janvier au 11 mars 2012. Il reprend à nouveau le rôle au Japon du 4 janvier au 6 janvier 2013.

### Dramas
Woohyun fait ses débuts d'acteur au début du mois de juillet 2012 lorsqu'il fera partie du casting, avec rôle secondaire, du drama The Thousandth Man, avec Hyomin de T-ara.
En avril 2014, il a été annoncé que Woohyun sera dans le casting du drama de KBS2 "Hi! School-Love On" avec un autre membre de son groupe Lee Sung-yeol et la très jeune actrice Kim Sae-Ron. Le drama de 20 épisodes est diffusé une fois par semaine, le vendredi à 20h55 à partir du 11 juillet jusqu'au 19 décembre 2014.

## Discographie

### EPs
| Année | Titre           | Détails | Meilleures positions |
| Année | Titre           | Détails | COR                  |
| ----- | --------------- | --- | -------------------- |
| 2016  | Write...        | - Date de sortie : 9 mai 2016 - Labels : Woollim Entertainment, Kakao M - Formats : CD, téléchargement numérique, streaming audio                  | 2                    |
| 2018  | Second Write... | - Date de sortie : 3 septembre 2018 - Labels : Woollim Entertainment, Kakao M - Formats : CD, téléchargement numérique, streaming audio            | 2                    |
| 2019  | A New Journey   | - Date de sortie : 7 mai 2019 - Labels : Woollim Entertainment, Kakao M - Formats : CD, téléchargement numérique, streaming audio                  | 2                    |
| 2021  | With            | - Date de sortie : 19 octobre 2021 - Labels : Woollim Entertainment, Kakao Entertainment - Formats : CD, téléchargement numérique, streaming audio | 11                   |

## Filmographie

### Dramas
| Année | Titre              | Rôle          | Chaîne |
| ----- | ------------------ | ------------- | ------ |
| 2012  | The Thousandth Man | Nam Woo-hyun  | MBC    |
| 2014  | Hi! School-Love On | Shin Woo-hyun | KBS2   |

### Films
| Année | Titre                                                   | Rôle     |
| ----- | ------------------------------------------------------- | -------- |
| 2012  | INFINITE Concert Second Invasion Evolution The Movie 3D | Lui-même |
| 2014  | Grow: Infinite's Real Youth Life                        | Lui-même |

### Doublage
| Année | Titre      | Chaîne     | Rôle     |
| ----- | ---------- | ---------- | -------- |
| 2011  | Wara Store | Tooniverse | Lui-même |

### Shows TV
| Année | Titre                                 | Chaîne | Notes              |
| ----- | ------------------------------------- | ------ | ------------------ |
| 2009  | Wide Girl Punch                       | Mnet   | Invité             |
| 2010  | Scandal                               | Mnet   | Invité             |
| 2010  | Lucky Strike 300                      | XTM    | Invité             |
| 2010  | 1 vs. 100                             | KBS2   | Invité             |
| 2011  | Star King                             | SBS    | Invité             |
| 2011  | Immortal Song 2                       | KBS2   | Invité             |
| 2011  | Strong Heart                          | SBS    | Invité             |
| 2011  | Let's Go! Dream Team Season 2         | KBS    | Invité, Épisode 86 |
| 2012  | Miss & Mr Idol Korea                  | MBC    | Invité             |
| 2012  | Lord of the Ring                      | MBC    | Invité             |
| 2012  | MBC Idol Crown Prince Chuseok Special | MBC    | Invité             |
| 2014  | Hello Counselor                       | KBS    | Invité             |
| 2015  | Hello Counselor                       | KBS    | Invité             |
| 2015  | A Song For You 4                      | MBC    | Invité             |

### Théâtre musical
| Année | Titre              | Rôle    | Remarques                                                                                                   |
| ----- | ------------------ | ------- | --- |
| 2012  | Gwanghwamun Sonata | Ji-Yong | - Fils du personnage féminin principal, Yeoju. Il reprend son rôle au Japon du 4 janvier au 6 janvier 2013. |

### Apparition dans des clips
| Année | Titre                               | Artiste(s)        | Rôle       |
| ----- | ----------------------------------- | ----------------- | ---------- |
| 2007  | 귀가 멀어                           | KooPD ft. Dookang | Principal  |
| 2010  | Run                                 | Epik High         | Guitariste |
| 2011  | 바람아 불어라 (The Wind is Blowing) | Jisun             | Principal  |